# Tokary, Zachodniopomorskie
Tokary [tɔˈkarɨ] là một ngôi làng thuộc khu hành chính của Gmina Sławno, thuộc huyện Sławno, Zachodniopomorskie, ở phía tây bắc Ba Lan. Nó nằm khoảng 6 kilômét (4 mi) phía bắc Sławno và 179 km (111 mi) về phía đông bắc của thủ đô khu vực Szczecin.
Trước năm 1945, khu vực này là một phần của Đức. Đối với lịch sử của khu vực, xem Lịch sử của Pomerania.